# Hobrokredsen
Hobrokredsen var en opstillingskreds i Nordjyllands Amtskreds fra 1971 til 2006. Kredsen bestod af Hobro, Arden, Hadsund, Skørping og Sejlflod kommuner.   
Fra 2007 indgik området i Nordjyllands Storkreds. Hobro, Arden og Hadsund blev en del af Mariagerfjordkredsen, mens Skørping overførtes til Himmerlandkredsen og Sejlflod blev en del af Aalborg Østkredsen.
Før 1970 tilhørte de meste af kredsen Bælumkredsen i Aalborg Amtskreds, mens en mindre del (blandt andet Hobro Købstad) lå i Randers Amtskreds.